# Elisabeth Schraut
Elisabeth Schraut (* 1955) ist eine deutsche Historikerin, Kulturmanagerin und Kuratorin.

## Biografie
Elisabeth Schraut studierte Geschichtswissenschaften, Germanistik und Kunstgeschichte an den Universitäten Konstanz und Wien. 
Nach dem Studienabschluss war sie wissenschaftliche Angestellte in verschiedenen Museen, u. a. am Braunschweigischen Landesmuseum, Bereichsleiterin für internationale Kulturbeziehungen in Karlsruhe und zugleich Leiterin des Festivals Frauenperspektiven von 1995 bis 2009. Sie internationalisierte das Festival und vernetzte es in die Technologieregion Karlsruhe. Themen waren u. a. Daheim im fremden Welten? (2001), Orient – Okzident (2003), Neue Welt – Neue Welten? Frauen aus Lateinamerika (2007), TausendundeinIran (2009). 2003/04 war sie zudem Sprecherin des Projektteams für die Bewerbung Karlsruhes als Europäische Kulturhauptstadt 2010.
2009 wurde sie von der Republik Frankreich mit dem Orden Chevalier National de Mérite für ihre Verdienste für die deutsch-französischen Beziehungen ausgezeichnet.
2009 bis 2014 war Schraut Direktorin des Goethe-Instituts Nancy (Frankreich) und damit für ganz Ostfrankreich zuständig. Von 2014 bis 2019 war sie Gesamtleiterin der Kultureinrichtungen der Jakob und Emma Windler-Stiftung in Stein am Rhein (Schweiz). Sie war Leiterin des Museums Lindwurm und Kuratorin der Künstlerresidenz Chretzeturm. Seither arbeitet sie als freie Kuratorin und Autorin.
Sie gestaltete kulturhistorische Ausstellungen und veröffentlichte zu Frauen-, Stadt- und Kulturgeschichte. Ein weiterer Schwerpunkt ist zeitgenössische Kunst. Sie initiierte und organisierte internationale Kongresse und Tagungen u. a. Internationale Tagung Kultur und Wirtschaft, Karlsruhe 2000, Fachtagung Kultursponsoring 2002 und Einrichtung einer Sponsoringbörse im Internet, Frauen und Kultur in Europa, Caddenabbia/Italien 2002, Europäischer Stadtbrief Südosteuropa, Timisoara 2005, Femmes et strategies de pouvoir ENA Strassburg, 2006, ko-organisierte Fachkonferenzen zu „Stadtgeschichte im Museum“ und „Ausstellungen im Museum“, internationale Kultur- und Museumsleiterkonferenzen u. a. Lüttich 2008. Sie konzipierte 1994 die Kulturwoche Krasnodar, 1995 Kulturwoche Nancy, die Finnische Kulturwoche 2008. Ausstellungen und Projekte unternahm sie mit den Künstlern Mona Breede, Barbara Denzler, Simone Demandt, Sinje Dillenkofer, Dao Droste, Margret Eicher, Parastou Forouhar, Edgar Gutbub, Christina Kubisch, Susan Hefuna, Denise Ritter, Bernhard Schmitt, Sana Tamzini, Barbara Yelin u. a.

## Publikationen (Auswahl)
- Elisabeth Schraut / Cord Meckseper (Hrsg.): Die Stadt in der Literatur. Vandenhoeck und Ruprecht, Göttingen 1983, ISBN 3-525-33491-5.
- Elisabeth Schraut / Claudia Opitz: Frauen und Kunst im Mittelalter. Braunschweig 1983.
  - frz.: La femme et l’art au Moyen Age. Lausanne 1984.
- Elisabeth Schraut / Cord Meckseper (Hrsg.): Mentalität und Alltag im Spätmittelalter. Vandenhoeck und Ruprecht, Göttingen 1985, ISBN 3-525-33511-3. Japanische Übersetzung 1995.
- Elisabeth Schraut, Stifterinnen und Künstlerinnen im mittelalterlichen Nürnberg. Nürnberg 1987
- Elisabeth Schraut, Zum Bildungsstand fränkischer Zisterzienserinnenkonvente. In: Württembergisch Franken, 71 (1988), S. 43–67.
- Elisabeth Schraut, Zisterzienserinnen in Franken. Aspekte des Lebens der Nonnen. In: Wolfgang Brückner, Jürgen Lenssen (Hrsg.): Zisterzienser in Franken. Das alte Bistum Würzburg und seine Zisterzen. Würzburg 1991, S. 29–36.
- Elisabeth Schraut, Der Friedhof des Königlich-Württembergischen Ehreninvalidencorps. Schwäbisch Hall 1990.
- Elisabeth Schraut, Dorothea von Montau: De Min is al. 19 Portretten van vrouwelijke Mystiken uit de middeleeuwen. Hg. von J. Thiele. s’Gravenhage 1990, S. 236–244.
- Elisabeth Schraut, Bemerkungen zu Leonhard Kerns Skulptur „Szene aus dem Dreissigjährigen Krieg“. In: Harald Siebenmorgen (Hrsg.): Leonhard Kern. Neue Forschungsbeiträge. Sigmaringen 1990, S. 30–37.
- Manfred Akermann, Elisabeth Schraut, Harald Siebenmorgen (Hrsg.): Hall im 19. Jahrhundert, Eine württembergische Oberamtsstadt zwischen Vormärz und Jahrhundertwende. Sigmaringen 1991.
- Elisabeth Schraut Hrsg.: Die Comburg. Vom Mittelalter bis ins 20. Jahrhundert. Thorbecke, Sigmaringen 1989, ISBN 3-7995-3303-6.
  - darin: Elisabeth Schraut, Die Heimvolkshochschule Comburg (1926–1933). Arbeiterbildung in der Weimarer Republik. S. 81–95.
  - darin: Elisabeth Schraut, Die Comburg 1933–1945: Eine Festung des neuen Staates? S. 95–103.
- Elisabeth Schraut (Hrsg.): Die Renaissancefamilie Borgia. Geschichte und Legende. Sigmaringen 1992.
- Alexander Winn, „Aussiedlung“. In: Ausstellungskatalog Alexander Winn. o. O. (Berlin), 1993.
- Hexenverfolgungen in der Reichsstadt Schwäbisch Hall. In: Hexen und Hexenverfolgungen im deutschen Südwesten. Stuttgart 1994, S. 395–401.
- Hexenverfolgungen im Fürstentum Hohenlohe. In: Hexen… s. o., S. 275–280.
- Kultur und Wirtschaft. Zwei Welten oder Partner in Sachen Kreativität und Innovation? Hrsg. von der Stadt Karlsruhe. Karlsruhe 2002, S. 21–25.
- Der „Kunst-Feind Mars“. Oder: Die Schrecken des Krieges. In: Mit 100 Sachen durch die Landesgeschichte. Hg. vom Badischen Landesmuseum, dem Haus der Geschichte Baden-Württemberg und dem Württembergischen Landesmuseum. Karlsruhe 2002, S. 78f.
- mit Manfred Koch (Hrsg.): Karlsruhe – Nancy. Eine deutsch-französische Städtepartnerschaft. Un Jumelage Franco-Allemand. Veröffentlichung der Städte Karlsruhe und Nancy. Karlsruhe 2005.
- Neue Welt – Neue Welten? Frauen aus Lateinamerika. In: Gun Stecker, Bernhard Schmitt: Neue Rhythmen am Rhein. Karlsruhe 2007, S. 9–11.
- mit Andree Kempf (Hrsg.). im Auftrag der Fondation Entente Franco-Allemande: Femmes et Strategies de pouvoir – Frauen und Strategien der Macht. Strasbourg 2008.
- Miriam Schahabian, Spaces In Between. In: Katalog zur Ausstellung in der Azad Gallery, Teheran. Karlsruhe 2008.
- Asoo Khan Mohammadi, Interview. In: Asoo Khan Mohammadi. Frei-Räume. Fotografien aus dem Iran. Ausstellungskatalog. Karlsruhe 2009.
- Elisabeth Schraut (Hrsg.): Parastou Forouhar. „Das Gras ist grün, der Himmel ist blau und sie ist schwarz…“. Jakob und Emma Windler-Stiftung, Stein am Rhein 2017, ISBN 978-3-033-06379-2.
  - Darin: Das Fremde im Paradies. (Digitalisat)
- Elisabeth Schraut, Bodensee und Rhein.Tourismuswerbung über Grenzen 1890–1950. Jakob und Emma Windler-Stiftung, Stein am Rhein 2019.
- Elisabeth Schraut, Das emblematische Bodensee und Rhein-Plakat. In: Blog Nationalmuseum. Schweizerisches Nationalmuseum, 19. April 2019, abgerufen am 5. Juli 2023 (deutsch, englisch).
- Nadja Kirschgarten, Arche Noah II. 2019, www.chretzeturm.ch
- Elisabeth Schraut, Johann Rudolf Schmid von Schwarzenhorn. Sklave der Osmanen – Dolmetscher am Hof des Sultans – Gesandter des Kaisers. In: Kaiser und Sultan. Nachbarn in Europas Mitte 1600 – 1700. Hg. vom Badischen Landesmuseum Karlsruhe. München 2019, S. 378–383 und Kat. 204 Die persönliche Karriere als Bildprogramm, ebda, S. 386f.
- Johann Rudolf Schmid von Schwarzenhorn. Ein Schweizer am Hof des Sultans https://blog.nationalmuseum.ch/2020/02/johann-rudolf-schmid-von-schwarzenhorn-ein-schweizer-am-hof-des-sultans/
- Ein Becher, wie es keinen zweiten gibt. Von Stein am Rhein kam Johann Rudolf Schmid an den Hof des Sultans. Der „Türkenbecher“ erzählt davon, in: NZZ, 8. Januar 2020, S. 37
- Elisabeth Schraut, »des herbsts man sich erfreuen thut /besonders wan der Wein wirt gut«. Barocke Bilderwelt in einem Rebhäuschen in Stein am Rhein  in: Badische Heimat 1/2024, S. 90 - 94 – Leicht verändert auch in: Rebhäuschen in Stein am Rhein. Barocke Bilderwelten, in: Der Badische Winzer Juli/August 2024, S. 50–51
- Elisabeth Schraut, „Wer die Sprache der Natur versteht, fühlt sich mit allen Geschöpfen verwandt“ (Alexander von Humboldt). Zu Pascale Klingelschmitts Metamorphosen. Broschüre zur Ausstellung Pascale Klingelschmitt Métamorphoses, Galerie Yvonne Hohner Contemporary, Karlsruhe 2024, S. 2–24 (deutsch/französisch) https://pascaleklingelschmitt.com/wp-content/uploads/2024/12/2024_Metamorphoses_Katalog.pdf
- Elisabeth Schraut (Hg.), Harald Siebenmorgen MuseumsMensch, Neulingen 2024, 328 S., 226 Abb. https://mj-projekte.myportfolio.com/siebenmorgen
- Elisabeth Schraut, Estelle Robert. Die Farben des Südens, in: Neue Keramik, Heft 6/24 (Nov./Dez.), S. 30–33